# Korsyka i Sardynia

Korsyka i Sardynia jako prowincja w Imperium rzymskim (za panowania Trajana)

Korsyka i Sardynia (łac. Corsica et Sardinia) – prowincja starożytnego Rzymu obejmująca wyspy Korsykę i Sardynię.

## Historia
Republika rzymska zajęła kontrolowane przez Kartagińczyków wyspy podczas wojny Kartaginy z najemnikami w 238 p.n.e. W 27 p.n.e., w wyniku reform administracyjnych przeprowadzonych przez Oktawiana Augusta, stała się jedną z prowincji senackich. Rzym utracił kontrolę nad prowincją w V wieku n.e., kiedy to obie wyspy zajęli Wandalowie.

## Najważniejsze miasta
- Calaris (Sardynia)
- Aleria (Korsyka)